# بيضاء الريش (جنس)
بيضاء الريش أو السقاوات بيضاء الريش (الاسم العلمي: Leucopternis)، هو جنس جوارح استوائية جديدة من فصيلة البازية. تعيش في الغابات الاستوائية، وهي غير شائعة أو نادرة. وهي ذات ريش أسود أو رمادي إلى حد كبير وأبيض في الأسفل، وغشائها المنقاري برتقالي مميز.

## الأنواع
| الصورة | الاسم العلمي              | الاسم الشائع    | التوزيع |
| ------ | ------------------------- | --------------- | --- |
|        | Leucopternis semiplumbeus | باز شبه رصاصي   | كولومبيا وكوستاريكا والإكوادور وهندوراس وبنما.                                                                           |
|        | Leucopternis melanops     | باز أسود الوجه  | الأراضي المنخفضة في البيرو شمال الأمازون وشمال شرق الإكوادور إلى فنزويلا وجنوب كولومبيا والبرازيل شمال الأمازون وغويانا. |
|        | Leucopternis kuhli        | باز أبيض الجبين | حوض الأمازون الجنوبي في شرق البيرو وبوليفيا وشمال البرازيل.                                                              |